# Lepidemathis
Lepidemathis Simon, 1899 è un genere di ragni appartenente alla famiglia Salticidae.

## Etimologia
Il nome del genere è composto dal greco λεπὶς, lepìs, che significa scaglia, squama, e indica la conformazione dell'opistosoma; e dal genere affine Emathis, col quale ha vari caratteri in comune.

## Caratteristiche
Questo genere ha vari caratteri diagnostici in comune con Emathis Simon, 1899, che comprende ben 10 specie.
Le femmine raggiungono una lunghezza di 10 mm, i maschi fino a 13 mm.

## Distribuzione
Le 3 specie oggi note sono state reperite nelle Filippine.

## Tassonomia
Due delle tre specie appartenenti a questo genere erano originariamente descritte nel genere affine Emathis Simon, 1899.
A dicembre 2010, si compone di tre specie:
- Lepidemathis haemorrhoidalis (Simon, 1899) — Filippine
- Lepidemathis sericea (Simon, 1899)[3] — Filippine
- Lepidemathis unicolor (Karsch, 1880)[4] — Filippine